# Soricomys kalinga
Soricomys kalinga е вид бозайник от семейство Мишкови (Muridae).

## Разпространение
Видът е разпространен в северната провинция Калинга на остров Лусон в северните Филипини.